# Sân vận động Sinobo
Sân vận động Sinobo (trước đây gọi là Eden Aréna và Synot Tip Arena) là một sân vận động bóng đá ở Vršovice, Praha, Cộng hòa Séc.
Sân vận động có sức chứa 19.370 người và đây là sân vận động bóng đá lớn nhất và hiện đại nhất ở Cộng hòa Séc. Đây là sân nhà của SK Slavia Praha và đôi khi là đội tuyển bóng đá quốc gia Cộng hòa Séc. Trong các mùa 2010–11 và 2011–12, đó cũng là nơi diễn ra các trận đấu trên sân nhà của Bohemians 1905. Trong mùa giải 2011–12, sân vận động đã tổ chức các trận đấu trên sân nhà cho FC Viktoria Plzeň ở vòng bảng Champions League.
Sân vận động đã được sử dụng cho Siêu cúp châu Âu 2013 và Chung kết Europa Conference League 2023

## Lịch sử
Đầu những năm 1950, Slavia buộc phải rời khỏi sân vận động của mình tại Letná và một sân vận động mới được xây dựng tại Eden ở quận Vršovice. Sức chứa của nó là khoảng 50.000 người (chủ yếu để đứng). Chân đế bằng gỗ (chính) được lấy từ sân vận động cũ ở Letná, phần còn lại của khán đài được làm bằng bê tông. Sân vận động cũng có một đường chạy điền kinh. Trận đấu đầu tiên tại sân vận động này diễn ra vào ngày 27 tháng 9 năm 1953, Slavia đã hòa 1-1 trước đội bóng Křídla vlasti Olomouc. Josef Bican đã ghi bàn thắng cho đội nhà.

### Di chuyển
Vào những năm 1970, rõ ràng Eden không cung cấp đủ sự thoải mái cho du khách và bắt đầu lên kế hoạch xây dựng một sân mới ở cùng một nơi. Tuy nhiên, dưới chế độ cộng sản, quy hoạch diễn ra khá chậm. Một số dự án đã được thực hiện, và việc xây dựng cuối cùng đã bắt đầu vào năm 1990. Năm 1989, Slavia tạm thời chuyển đến sân vận động Ďolíček gần đó (sân nhà của FC Bohemians Praha, nay là Bohemians 1905) và khán đài phía đông bị phá hủy. Tuy nhiên, việc lật đổ chế độ cộng sản năm 1989 đã trì hoãn việc xây dựng. Trong khi đó, Slavia chuyển đến Sân vận động Evžena Rošického, một sân vận động trên đồi Strahov, rộng lớn nhưng không thoải mái và khó tiếp cận.
Đầu những năm 1990, toàn bộ công trình đã bị hủy bỏ và Slavia quay trở lại Eden. Một vị trí tạm thời được xây dựng ở vị trí của khu vực phía đông cũ, nhưng rõ ràng Eden đã lỗi thời và Slavia cần một sân nhà mới. Một số dự án khác đã được thực hiện, nhưng Slavia không thể huy động đủ tiền và có một số vấn đề pháp lý, vì các cơ sở thuộc sở hữu của chính phủ và phải mất rất nhiều nỗ lực để chuyển chúng sang Slavia. Vào năm 2000, sân vận động trở nên không đủ điều kiện để tổ chức các trận đấu ở Giải hạng nhất Séc, vì vậy Slavia đã chuyển đến Strahov không phổ biến một lần nữa.

### Sân vận động mới

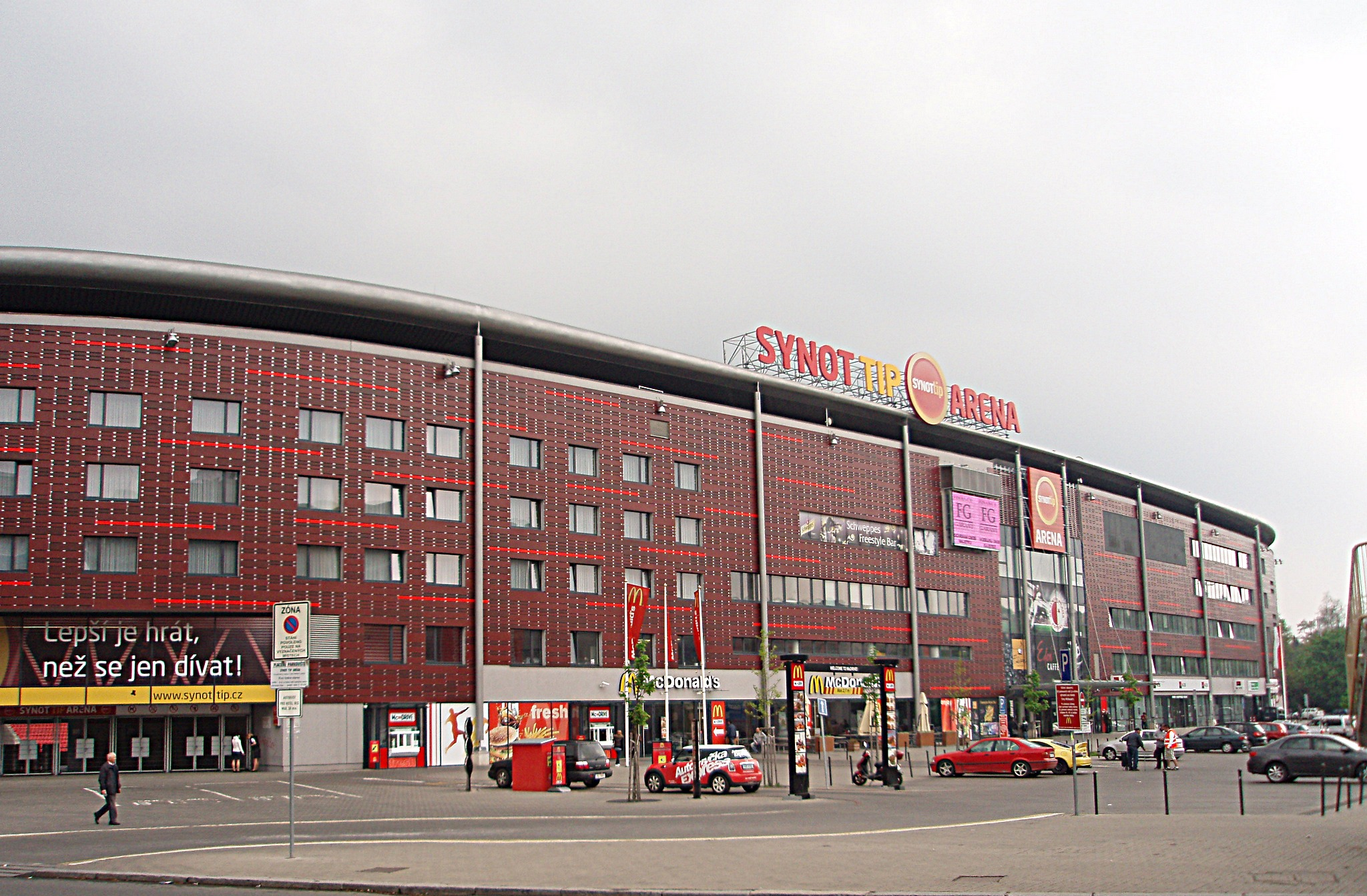
Mặt trước sân vận động

Slavia cuối cùng đã trình bày một dự án của sân vận động mới, nhưng không bắt đầu xây dựng. Vào tháng 12 năm 2003, sân vận động Eden cũ đã bị phá hủy và Slavia tuyên bố rằng sân vận động mới sẽ được khai trương vào ngày 19 tháng 10 năm 2005, tuy nhiên, đến tháng 10 năm 2005, việc xây dựng thậm chí còn chưa bắt đầu. Phải mất một năm nữa để bắt đầu. Dự án đã được thu nhỏ lại để giảm chi phí xây dựng từ 1,8 tỷ koruna Séc xuống dưới 1 tỷ. Việc xây dựng cuối cùng đã bắt đầu vào tháng 10 năm 2006.
Mặc dù sân vận động chưa hoàn thành đầy đủ, nó đã được khai trương vào ngày 7 tháng 5 năm 2008 với trận đấu giao hữu với Oxford University A.F.C. Nhiều ngôi sao cũ của Slavia (như Pavel Kuka, Patrik Berger, Jan Suchopárek và Ivo Knoflíček) đã tham gia trận đấu này, trong đó Slavia thắng 5–0.
Trận đấu trong giải đấu đầu tiên tại sân vận động mới được diễn ra vào ngày 17 tháng 5 năm 2008 với Jablonec, trận đấu kết thúc với tỉ số 2–2, Slavia đã bảo vệ thành công danh hiệu Giải hạng nhất Séc trong trận đấu cuối cùng của mùa giải 2007-08.
Năm 2016, CEFC China Energy, tập đoàn trước đây đã mua phần lớn cổ phần của SK Slavia Praha, đã tìm cách mua 70% cổ phần trong sân vận động và công bố kế hoạch đầu tư khoảng 50 triệu euro (bao gồm giá mua) để cải thiện sức chứa của sân vận động và biến nó thành sân vận động quốc gia chính cho đội tuyển bóng đá quốc gia Cộng hòa Séc. Vào tháng 4 năm 2017, thông báo rằng các chi tiết của giao dịch đã thay đổi và CEFC China Energy đã mua đầy đủ sân vận động. Sân vận động sau đó được đổi tên thành Sân vận động Sinobo.

## Tài trợ
Vào tháng 7 năm 2008, có thông báo rằng công ty cá cược Synot Tip đã thỏa thuận với E Side Property Limited, chủ sở hữu của sân vận động, liên quan đến một thỏa thuận tài trợ liên quan đến một trong những khán đài. Vào năm 2009, tên của sân vận động đã chính thức được đổi thành Synot Tip Arena.
Năm 2011, Tập đoàn Natland được công bố là chủ sở hữu đa số mới của sân vận động.
Vào năm 2012, có thông báo rằng Synot sẽ không gia hạn tài trợ cho sân vận động của họ vào cuối mùa giải 2011-12.
Vào tháng 11 năm 2018, công ty bất động sản Trung Quốc Sinobo Group đã trở thành chủ sở hữu phần lớn của SK Slavia Praha, và sân vận động được đổi tên thành Sân vận động Sinobo.

## Các trận đấu quốc tế
Eden Arena đã tổ chức tám trận đấu trong giải đấu và bốn trận giao hữu của đội tuyển bóng đá quốc gia Cộng hòa Séc.
| Cộng hòa Séc    | 2 – 0    | Litva |
| --------------- | -------- | ----- |
| Koller 39', 62' | (Report) |       |

| Cộng hòa Séc | 0 – 0    | Bắc Ireland |
| ------------ | -------- | ----------- |
|              | (Report) |             |

| Cộng hòa Séc | 1 – 0    | Scotland |
| ------------ | -------- | -------- |
| Hubník 70'   | (Report) |          |

| Cộng hòa Séc | 1 – 2    | Armenia                       |
| ------------ | -------- | ----------------------------- |
| Rosický 70'  | (Report) | Mkrtchyan 31' · Ghazaryan 90' |

| Cộng hòa Séc            | 2 – 2    | Na Uy                          |
| ----------------------- | -------- | ------------------------------ |
| Rosický 11' · Vydra 39' | (Report) | Elyounoussi 21' · Pedersen 88' |

| Cộng hòa Séc | 1 – 1    | Latvia        |
| ------------ | -------- | ------------- |
| Pilař 90'    | (Report) | Višņakovs 30' |

| Cộng hòa Séc    | 1 – 2    | Hàn Quốc                              |
| --------------- | -------- | ------------------------------------- |
| Marek Suchý 46' | (Report) | Yoon Bit-garam 26' · Suk Hyun-jun 40' |

| Cộng hòa Séc              | 2 – 1    | Na Uy    |
| ------------------------- | -------- | -------- |
| Krmenčík 11' · Zmrhal 47' | (Report) | King 87' |

| Cộng hòa Séc | 1 – 2    | Đức                     |
| ------------ | -------- | ----------------------- |
| Darida 78'   | (Report) | Werner 4' · Hummels 88' |

| Cộng hòa Séc | 1 – 0    | Slovakia |
| ------------ | -------- | -------- |
| Schick 32'   | (Report) |          |

| Cộng hòa Séc | 1 – 3    | Brasil                               |
| ------------ | -------- | ------------------------------------ |
| Pavelka 37'  | (Report) | Firmino 49' · Gabriel Jesus 83', 90' |

| Cộng hòa Séc             | 2 – 1    | Anh             |
| ------------------------ | -------- | --------------- |
| Brabec 9' · Ondrášek 85' | (Report) | Kane 5' (ph.đ.) |

| Cộng hòa Séc | 1 – 1                       | Bỉ         |
| ------------ | --------------------------- | ---------- |
| Provod 50'   | Report (FIFA) Report (UEFA) | Lukaku 60' |

| Cộng hòa Séc                  | 2 – 2                       | Wales                    |
| ----------------------------- | --------------------------- | ------------------------ |
| - Pešek 38' - Ward 49' (l.n.) | Report (FIFA) Report (UEFA) | - Ramsey 36' - James 69' |

| ACF Fiorentina    | 1-2           | West Ham United F.C.           |
| ----------------- | ------------- | ------------------------------ |
| - Bonaventura 67' | Report (UEFA) | - Benrahma 62' (p) - Bowen 90' |

## Sử dụng khác

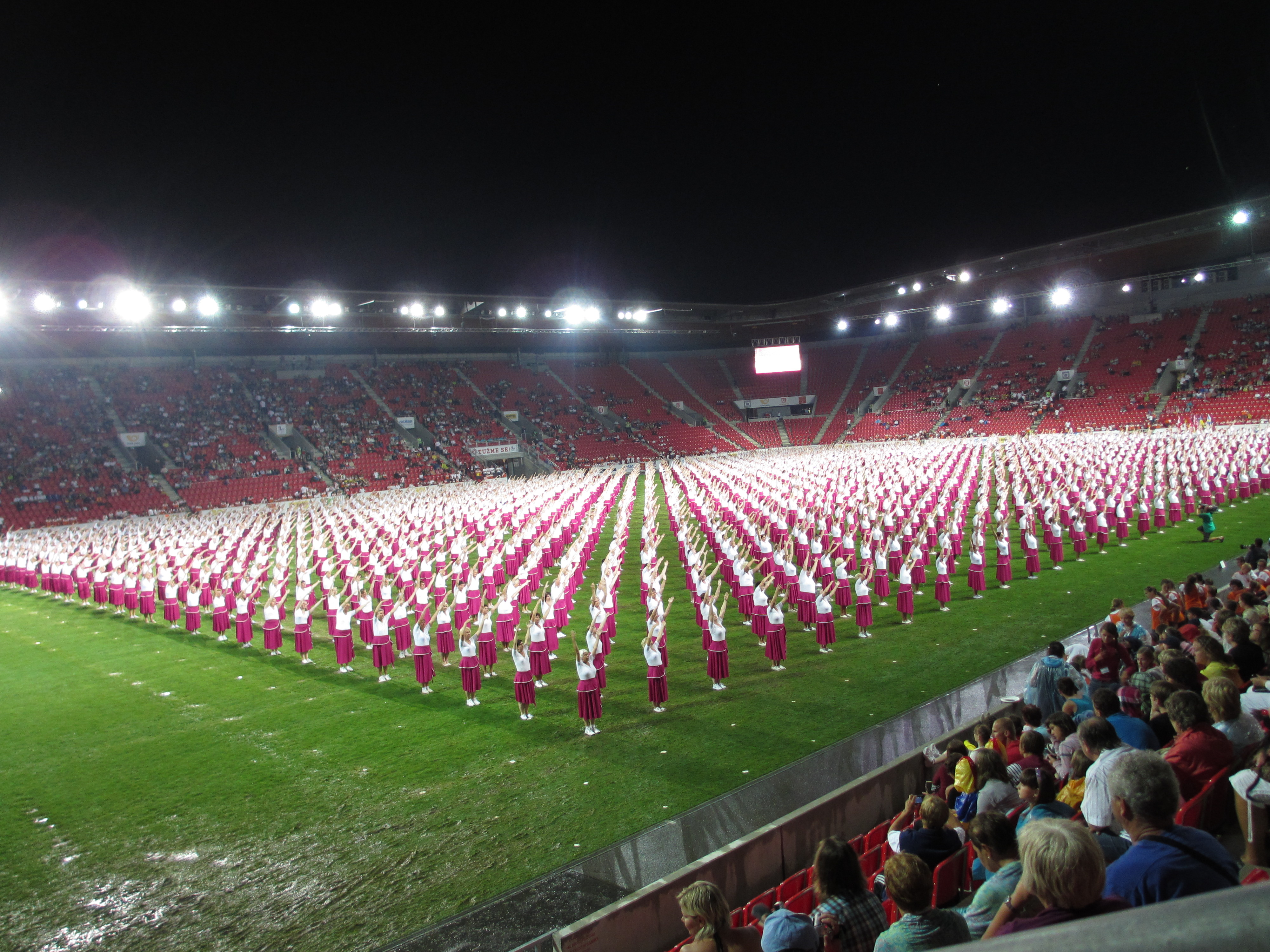
Slet XV năm 2012

Sân vận động đôi khi được sử dụng cho các sự kiện khác bên cạnh bóng đá, chẳng hạn như các buổi hòa nhạc hoặc các trận đấu thể thao khác. Vào năm 2012, slet Sokol, một sự kiện thể dục dụng cụ đại chúng, đã được tổ chức tại đây.
Sân vận động đã được sử dụng cho các trận đấu bóng bầu dục cuối cùng của mùa giải KB Extraliga 2008 và KB Extraliga 2009-10.
Có một khách sạn và một cửa hàng lưu niệm ở khán đài phía bắc, và nhiều cơ sở khác (quán bar, McDonald's, chi nhánh Komerční banka, văn phòng) ở khán đài chính.

### Danh sách các buổi hòa nhạc
| Ngày                | Người biểu diễn   | Tham khảo |
| ------------------- | ----------------- | --------- |
| 3 tháng 6 năm 2008  | Metallica         | [ 15 ]    |
| 8 tháng 8 năm 2008  | Iron Maiden       | [ 16 ]    |
| 17 tháng 8 năm 2008 | R.E.M.            | [ 17 ]    |
| 25 tháng 6 năm 2009 | Depeche Mode      | [ 18 ]    |
| 20 tháng 7 năm 2010 | Pink              | [ 19 ]    |
| 7 tháng 5 năm 2012  | Metallica         | [ 20 ]    |
| 11 tháng 7 năm 2012 | Bruce Springsteen | [ 21 ]    |
| 16 tháng 9 năm 2012 | Coldplay          | [ 22 ]    |
| 24 tháng 6 năm 2013 | Bon Jovi          | [ 23 ]    |
| 23 tháng 7 năm 2013 | Depeche Mode      | [ 24 ]    |
| 29 tháng 7 năm 2013 | Iron Maiden       | [ 25 ]    |
| 5 tháng 7 năm 2016  | Iron Maiden       | [ 26 ]    |
| 24 tháng 5 năm 2017 | Depeche Mode      |           |
| 28 tháng 5 năm 2017 | Rammstein         |           |
| 29 tháng 5 năm 2017 | Rammstein         |           |
| 19 tháng 6 năm 2019 | Kiss              |           |
| 16 tháng 7 năm 2019 | Rammstein         |           |
| 17 tháng 7 năm 2019 | Rammstein         |           |

## Giao thông
Sân vận động được phục vụ bằng xe buýt và tàu điện, với các điểm dừng cho cả hai đều sử dụng tên Slavia. Các tàu điện 4, 7, 22 và 24 chạy dọc theo đường Vršovická, phía bắc sân vận động, trong khi các dịch vụ xe buýt 135, 136, 150 và 213 dừng trên đường U Slavie, ngay phía tây sân vận động. Ga tàu điện ngầm gần nhất là Želivského và ga tàu gần nhất là Praha-Vršovice.